# Werner Bokermann
Werner Carlos Augusto Bokermann (Botucatu, 4 de julho de 1929 – São Paulo, 1 de maio de 1995) foi um herpetólogo e ornitólogo brasileiro, um dos maiores especialistas em anuros do Brasil e diretor do setor de aves do Zoológico de São Paulo.

## Biografia
Werner nasceu na cidade de Botucatu, no interior de São Paulo, em 1929. Era filho de Werner Bokermann e Lauiz Stricker, imigrantes alemães. Tinha ainda duas irmãs, Anita e Herta. Terminou os estudos ginasiais em sua cidade e, muito interessado na natureza e nos animais desde criança, quando começou a coletar espécimes e guardá-los em casa, viajou para a capital paulista para procurar emprego na área. Empregou-se como servente extranumerário, em 1947, no Departamento de Zoologia da Secretaria da Agricultura de São Paulo. Autodidata, conviveu com proeminentes cientistas da época, com quem aprendeu o ofício científico, estudando anfíbios. Mesmo sem formação acadêmica ou superior, publicou alguns artigos científicos. Foi transferido, em 1969, para o Instituto Biológico em virtude da passagem do Departamento de Zoologia para a Universidade de São Paulo. No mesmo ano foi enviado para a Fundação Parque Zoológico.
Em 8 de agosto de 1959, casou-se com Floripes Bokermann, fixando residência na cidade de São Paulo, onde teve dois filhos. Entre 1967 e 1968, com uma Bolsa Guggenheim, pode viajar para os Estados Unidos, Colômbia e Equador para examinar extensas coleções de anfíbios em diversas instituições. Para conseguir um quadro fixo de pesquisador, Werner ainda precisava de um curso superior.
Aos 40 anos, em 1977, cursou a licenciatura Ciências Biológicas na Faculdade Farias Brito, em Guarulhos, com bacharelado no ano seguinte. Entre 1980 a 1981 fez pós-graduação em Ciências Biológicas, com doutorado na área de Zoologia no Instituto de Biociências da Universidade de São Paulo em 1991, sob orientação de Sérgio de Almeida Rodrigues. Em 1984, foi nomeado diretor do setor de aves do Zoológico de São Paulo, cargo que manteve até sua morte.
Dedicando-se também ao estudo de invertebrados, publicou cerca de 20 trabalhos sobre artrópodes, especialmente coleópteros, descrevendo várias espécies novas e esclarecendo a biologia de muitas outras. Fez cinco viagens científicas à região do rio Peixoto de Azevedo, norte extremo do estado de Mato Grosso, entre 1976 e 1980, onde fez um levantamento detalhado da avifauna local. Sua contribuição para o conhecimento sobre os anfíbios brasileiros levou à nomeação de todo um gênero de pererecas em sua homenagem, Bokermannohyla. Foi autor de mais de 100 artigos sobre os anuros e descreveu 61 espécies.

## Morte
Werner morreu em 1 de abril de 1995, na capital paulista, aos 65 anos, devido a uma insuficiência cardíaca. Ele foi sepultado no cemitério da Vila Pires em Santo André. Deixou a esposa, Floripes e os dois filhos, Sergio e Marcelo Bokermann.